# نيبيلانجين ليد

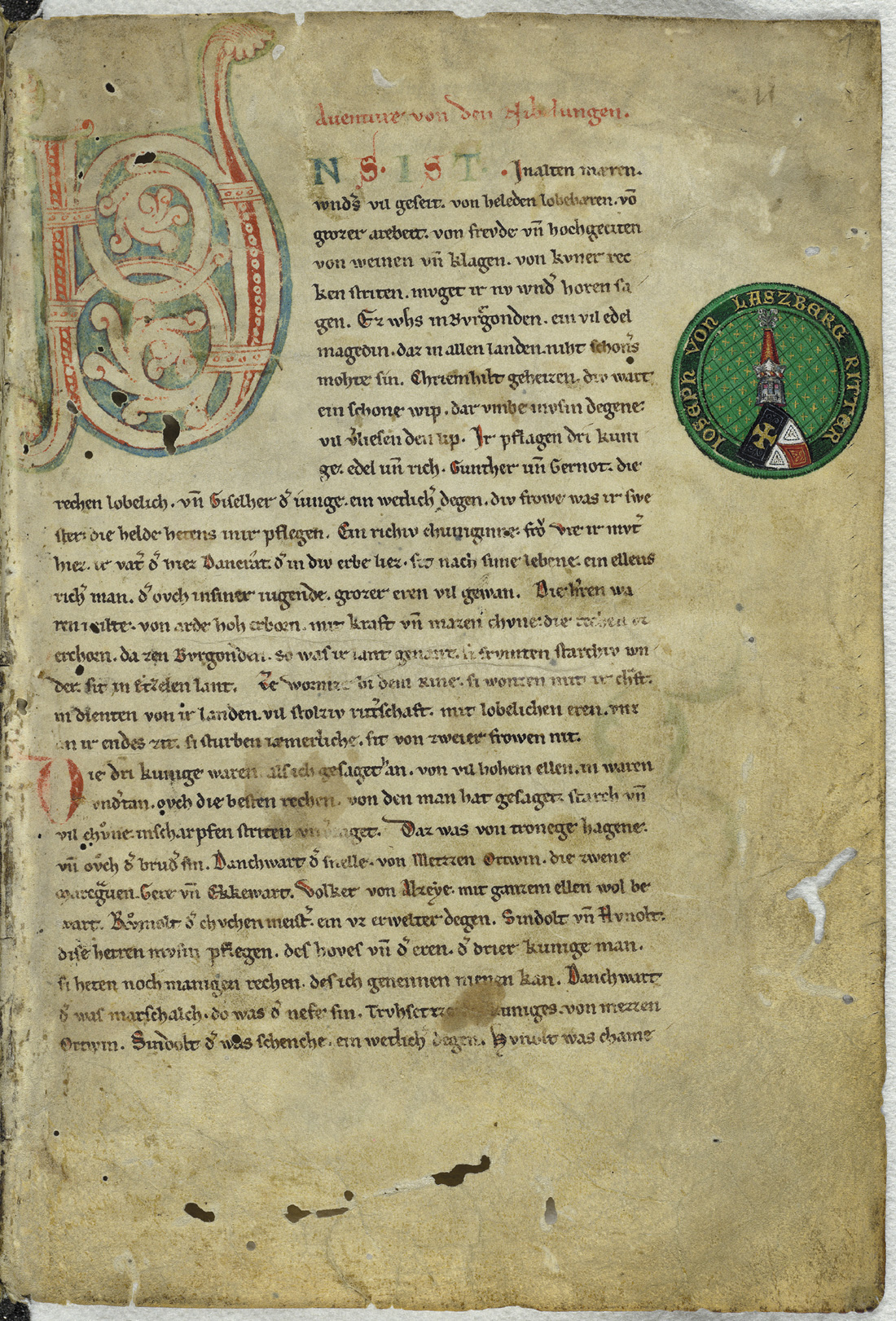
أول صفحة من Manuscript C (حوالي 1230)

نيبيلانجين ليد (بالإنجليزية: Nibelungenlied)‏ (اللغة الألمانية الوسطى: Der Nibelunge liet أو Der Nibelunge nôt) هي قصيدة ملحمية كتبت حوالي 1200 في اللغة الألمانية الوسطى. كان شاعرها المجهول على الأرجح من منطقة باساو. يستند Nibelungenlied إلى تقليد شفوي له بعض أصوله في الأحداث التاريخية والأفراد في القرنين الخامس والسادس والتي انتشرت في جميع أنحاء أوروبا الناطقة باللغة الجرمانية تقريبًا. تم العثور على أوجه تشابه مع القصيدة الألمانية من الدول الاسكندنافية بشكل خاص في الأشكال البطولية لشاعرية Edda وفي ملحمة Völsunga.
تنقسم القصيدة إلى قسمين: في الجزء الأول، يأتي سيغفريد إلى فورمز للحصول على يد الأميرة البورغندية كريملد من شقيقها الملك غونتر. يوافق Gunther على السماح لـ Siegfried بالزواج من Kriemhild إذا ساعد Siegfried Gunther في الحصول على الملكة المحاربة Brünhild كزوجته. يفعل سيغفريد ذلك ويتزوج كريمهيلد؛ ومع ذلك، أصبح Brünhild و Kriemhild منافسين، مما أدى في النهاية إلى مقتل Siegfried من قبل إقطاعية Burgundian Hagen بتورط Gunther. في الجزء الثاني، تزوجت الأرملة كريمهيلد من إتسل ملك الهون. وفي وقت لاحق، دعت شقيقها ومحكمته لزيارة مملكة Etzel بهدف قتل Hagen. أدى انتقامها إلى وفاة جميع البورغنديين الذين جاءوا إلى بلاط الإيتسل بالإضافة إلى تدمير مملكة إتسل وموت كريمهيلد نفسها.